# Poutní cesta z Prahy do Staré Boleslavi
Poutní cesta z Prahy do Staré Boleslavi původně kopírovala starou zemskou stezku. Ta vedla přes Boleslav, kde na počátku 10. století na soutoku řek Labe a Jizery vzniklo přemyslovské hradiště jako jeden ze strážních hradů. Za Boleslaví se stezka rozdělila – směrem na východ podél Labe vedla stezka zvaná polská a směrem na severovýchod vedla stezka nisko-jizerská, která se za dnešním Libercem napojovala na stezku žitavskou.

## Svatováclavská poutní cesta

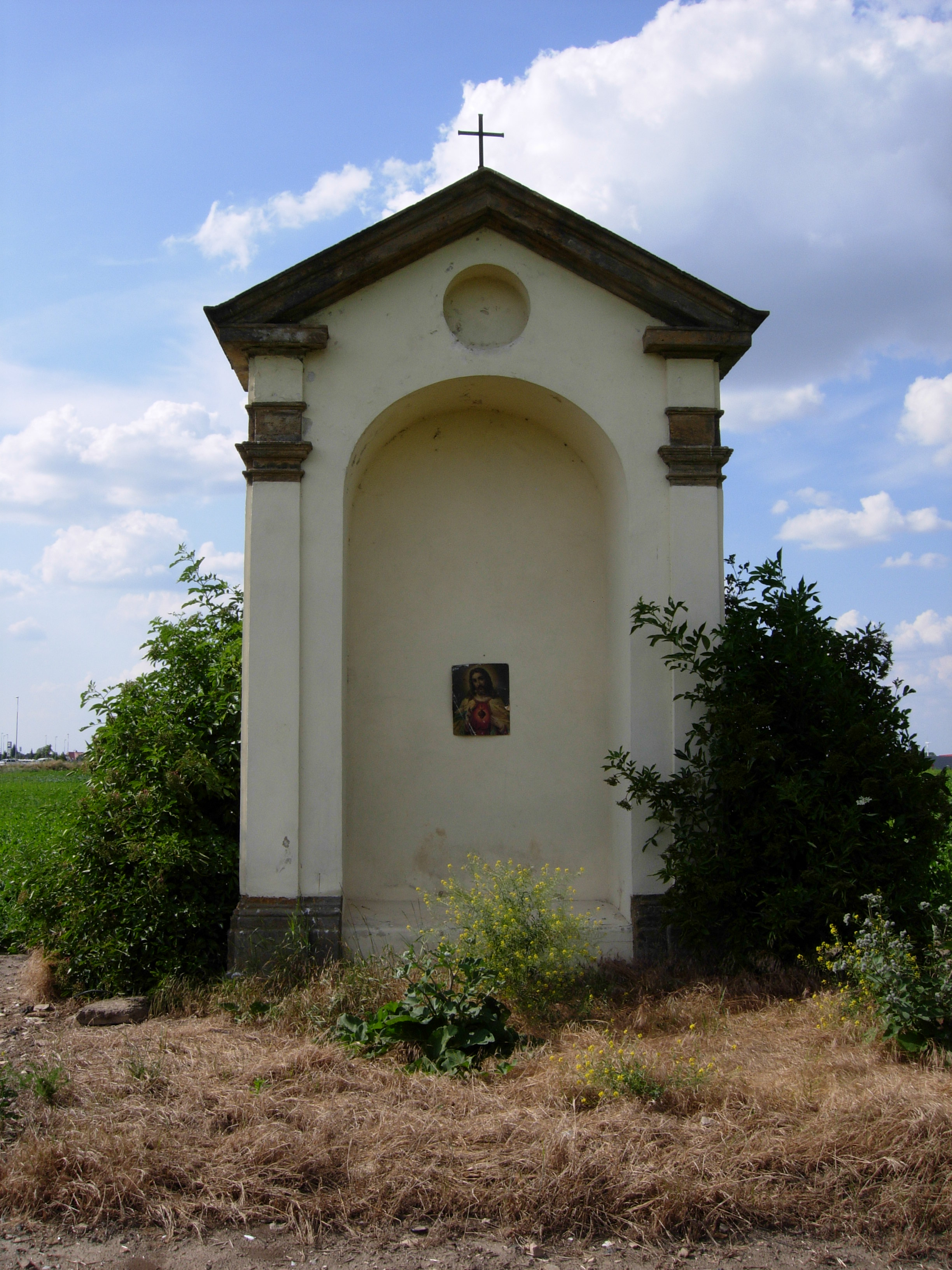
Kaple č. 14, Jeníkovská

Tudy putoval kníže Václav ze svého pražského sídla do přemyslovského hradiště v Boleslavi. Poté, co byl 28. září 935 (nebo 929) ve Staré Boleslavi zavražděn před tamním kostelem sv. Kosmy a Damiána a jeho tělo v tomto kostele dočasně uloženo, byl roku 938 (nebo 932) převezen do pražské rotundy sv. Víta severní cestou dne 4. března, který byl poté označován za den "přenesení svatého Václava" (jako svátek). Na Proseku, na místě, kde průvod s mrtvým knížetem odpočíval, byl později (na přelomu 11. a 12. století) postaven kostel sv. Václava, jeden z nejstarších v Praze. Románská (předrománská) rotunda svatého Václava vznikla na Malé Straně. Také na místě kostela sv. Kosmy a Damiána ve Staré Boleslavi byl postaven kostel, který byl zasvěcen sv. Václavovi. Ve 14. století byl goticky přestavěn.
Císař římský a král český Karel IV. spolu s arcibiskupem Arnoštem z Pardubic putoval do Staré Boleslavi roku 1351. Založil nadaci, aby každého dne na místě umučení byla ke cti svatého Václava sloužena zpívaná jitřní mše. Byl ctitelem svatováclavského kultu, autorem Legendy o svatém Václavu, symbolicky předal sv. Václavovi do vlastnictví korunu a správu české země. Svatováclavskou kapli v katedrále svatého Víta, vysvěcenou roku 1367, nechal vyzdobit a určil ji jako místo úschovy českých královských korunovačních klenotů.
V roce 2003, po padesátiletém přerušení svatováclavských poutí, se Kolegiální kapitula ve Staré Boleslavi dohodla s Radnicí města Brandýs nad Labem-Stará Boleslav o obnovení svatováclavské tradice a vytvoření kultu Národní svatováclavské pouti. Staroboleslavská svatováclavská bohoslužba byla vyvedena z kostela na veřejné prostranství a otevřena veřejnosti.
Katedrála sv. Víta bývá nejčastěji výchozím místem svatováclavských poutí. Ty směřují ke kostelu svatého Václava ve Staré Boleslavi každým rokem vždy 28. září.

### Popis cesty
Svatováclavská cesta vycházela z Prahy od Špitálské brány (Brány svatého Petra). Ta bývala v novoměstském opevnění až do roku 1663 blíže k Vltavě, v linii ulic Petrská – Pobřežní. Za ní pokračovala cesta přes Karlín (dříve Špitálsko) přibližně po dnešní ulici Pobřežní podél bývalého ramene Vltavy, v místě zvaném Švábky se stočila do Libně, nad hrází bývalého rybníka a podél sklepů nového Anglického pivovaru v usedlosti Kotlaska k vinici Císařecká, poté po dnešní Prosecké ulici ke kostelu sv. Václava. Zde se v době poutí scházeli poutníci ze všech směrů a po požehnání pokračovali do Boleslavi uctít památku knížete.
Dál existují dvě verze průběhu cesty: první varianta vede poutní cestu po obchodní zemské stezce na Kbely, Vinoř, Podolanku, Dřevčice, Vrábí a Brandýs nad Labem; Miroslav Kuranda (viz Odkazy: Literatura) ve své knize uvádí pro Svatováclavskou poutní cestu severní variantu – od kostela sv. Václava na Proseku vede stezku kolmo přes ulici Vysočanskou do ulice Měšická, přes městský okruh do ulice Opočenská, jižním okrajem Letňan napříč nynějším průmyslovým areálem, dál po cestě v poli k Přezleticím, Popovicím a k Brandýsu nad Labem, přes jeho nejstarší část kolem hřbitova k brodu přes Labe a ke kostelu sv. Václava. Tato popisovaná stezka je velmi stará, na mapě II. vojenského mapování je zakreslena silně jako jedna z hlavních cest a dodnes na ní stojí i několik kapliček a křížů.

## Mariánská poutní cesta – Svatá cesta (Via Sancta)

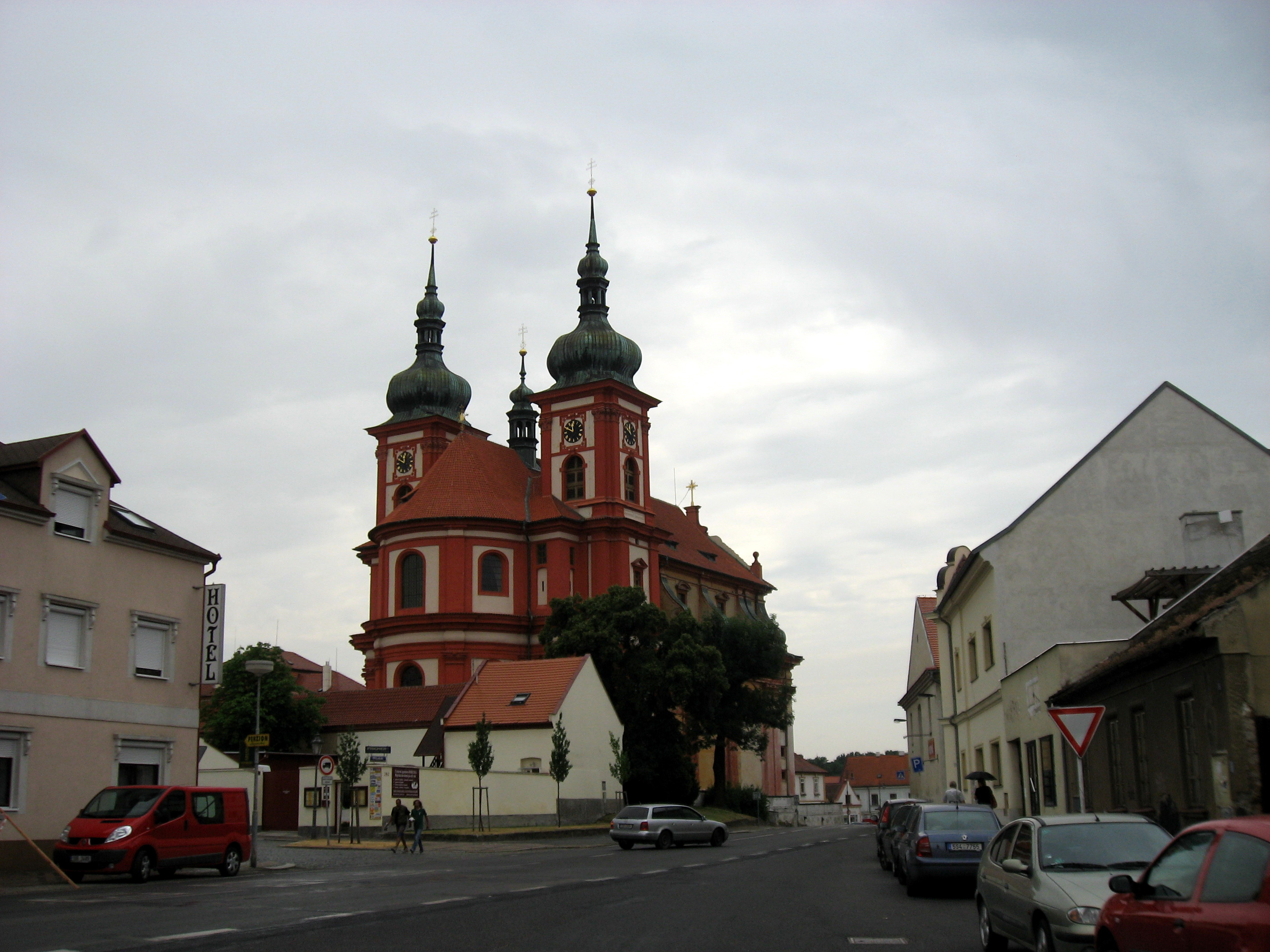
Kostel Nanebevzetí Panny Marie ve Staré Boleslavi

Navazuje na tradici svatováclavských poutí. Z Prahy do Staré Boleslavi vedla poutní cesta za Palladiem, ochranným obrazem Českých zemí. Dnes je kovový reliéf Madony z poloviny 15. století nejcennějším pokladem uchovávaným po staletí na hlavním oltáři staroboleslavského kostela Nanebevzetí Panny Marie, vysvěceného roku 1623. Podle křesťanské tradice je jeho osud spojován již se sv. Ludmilou, která jej převzala při svém křtu roku 882 od sv. Metoděje, a se sv. Václavem, který jej po smrti sv. Ludmily opatroval. Podle legendy sundal sluha Podiven reliéf z krku zavražděného knížete a ukryl jej do země. Kolem roku 1160, za doby panování Vladislava I., jakýsi rolník reliéf na svém poli nalezl a předal jej Staroboleslavské kapitule. Na místě nálezu byla postavena kaple a reliéf byl do ní umístěn. Kaple začala být poutním místem pro poutníky z okolí Boleslavi i z Prahy.
Roku 1421 byla Boleslav obsazena a zpustošena husity. Mariánský obraz byl poškozen, ale uchoval se, a proto byl podle něj na počátku 15. století zhotoven nový reliéf, který se uctívá dodnes. Po skončení válek patřila Boleslav spolu s Brandýsem až do roku 1547 Krajířům z Krajku, přívržencům Jednoty bratrské. Mariánské poutě na krátký čas ustaly, ale zásluhou Svatovítské kapituly byly ještě v témže století obnoveny. Po opravě kostela Nanebevzetí Panny Marie v polovině 16. století nabývaly na významu a původní důvod staletých poutí – místo mučednické Václavovy smrti, ustupoval do pozadí.
V červenci roku 1609 císař Rudolf II. stvrdil Majestát na náboženskou svobodu. Na svátek Nanebevzetí Panny Marie (15. srpna) téhož roku putovali katolíci do Staré Boleslavi prosit Pannu Marii za záchranu katolické víry v zemi a při této příležitosti byl poprvé zázračný reliéf nazván Palladiem. Od vydání Majestátu se poutě do Staré Boleslavi konaly pravidelně každý rok. Vycházely nejčastěji od Katedrály sv. Víta, někdy také od Svaté chýše v Loretě na Hradčanech nebo od Strahovského kláštera, vedly přes Karlův most a Starým Městem k Poříčské (Špitálské) bráně a dál boleslavskou cestou. Například první poutě vedli jezuité od kostela svatého Jakuba na Starém Městě.

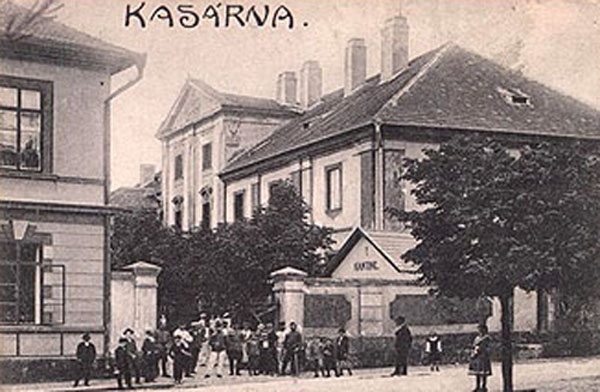
Bývalá jezuitská rezidence ve Staré Boleslavi, Boleslavská 31 (1667-1773)

V rámci mariánského kultu založili jezuité roku 1674 Svatou cestu – Via Sancta. Za finanční pomoci šlechtických rodů nechali podél cesty vystavět výklenkové kapličky („Dne 13. září 1676 začali dělati Boží muka na Špitálsku ke cti Páně Bohu a Matky Boží i sv. Václava a arcibiskup Valdštýn je posvětil.“) V souvislosti s výstavbou kaplí je zmiňován jezuita Jan Tanner, který ve své knize Svatá cesta z Prahy do Staré Boleslavi (česky 1679) podrobně popisuje poutní zastavení spolu s přiložením rytiny původního obrazu kaple od pražského rytce Samuela Dvořáka a s informací: „Každé pak zastavení jest jedno od druhého vzdáli délky mostu Pražského“. Motivy ze života sv. Václava jsou převzaté z vydání „Serta“ P. Aegidia Himmelsteina, převora řádu sv. Augustina při kostele svatého Václava v Praze na Zderaze.
První a poslední kaple v řadě se svojí výmalbou a zasvěcením od ostatních odlišovaly. Zasvěceny nebyly mariánským poutním místům, ale staroboleslavskému Palladiu (první kaple od Prahy) a zidealizovanému rodokmenu knížete Václava (poslední kaple před Starou Boleslaví). Jejich donátory byli u první kaple probošt metropolitní kapituly (v letech 1674–1679 Jan Ignác Dlouhoveský) a u poslední kaple boleslavský probošt (v letech 1667–1681 Jiří Vojtěch Aster).
Podle porovnání erbů a Tannerem uváděného společenského postavení donátorů lze zjistit, ve kterém roce nejdříve nebo nejdéle mohly být jednotlivé kaple postaveny. Například donátor první kaple Jan Ignác Dlouhoveský je Tannerem uveden již jako probošt svatovítský a tím se stal 3. června 1674, nebo donátor 25. kaple Jan Bedřich hrabě z Valdštejna je zde uveden jako arcibiskup pražský, kterým se stal v březnu 1676. Celá poutní cesta byla pravděpodobně hotova v první polovině roku 1679, kdy se probošt Dlouhoveský stal pomocným biskupem. Tohoto roku vyšlo i první vydání Tannerova popisu kaplí s kresebnými návrhy scén, na kterých však ještě nebyly zakresleny erby a jména donátorů.
Palladium několikrát opustilo svoje místo na oltáři kostela, např. v knize „Dějiny Prahy“ je uvedeno: „Velkou církevní slavnost prožili Pražané roku 1638, kdy za účasti císaře Ferdinanda III. a jeho dvora bylo z Prahy do Staré Boleslavi navráceno mariánské paládium, uloupené při saském vpádu a draze vykoupené za peníze získané veřejnou sbírkou v Čechách. Procesí od hradčanských kapucínů do Staré Boleslavi představovalo jednu z nejnádhernějších slavností své doby.“
Katedrála sv. Víta bývá i dnes nejčastěji výchozím místem mariánských poutí. Ty směřují ke kostelu Nanebevzetí Panny Marie ve Staré Boleslavi každým rokem vždy 15. srpna.

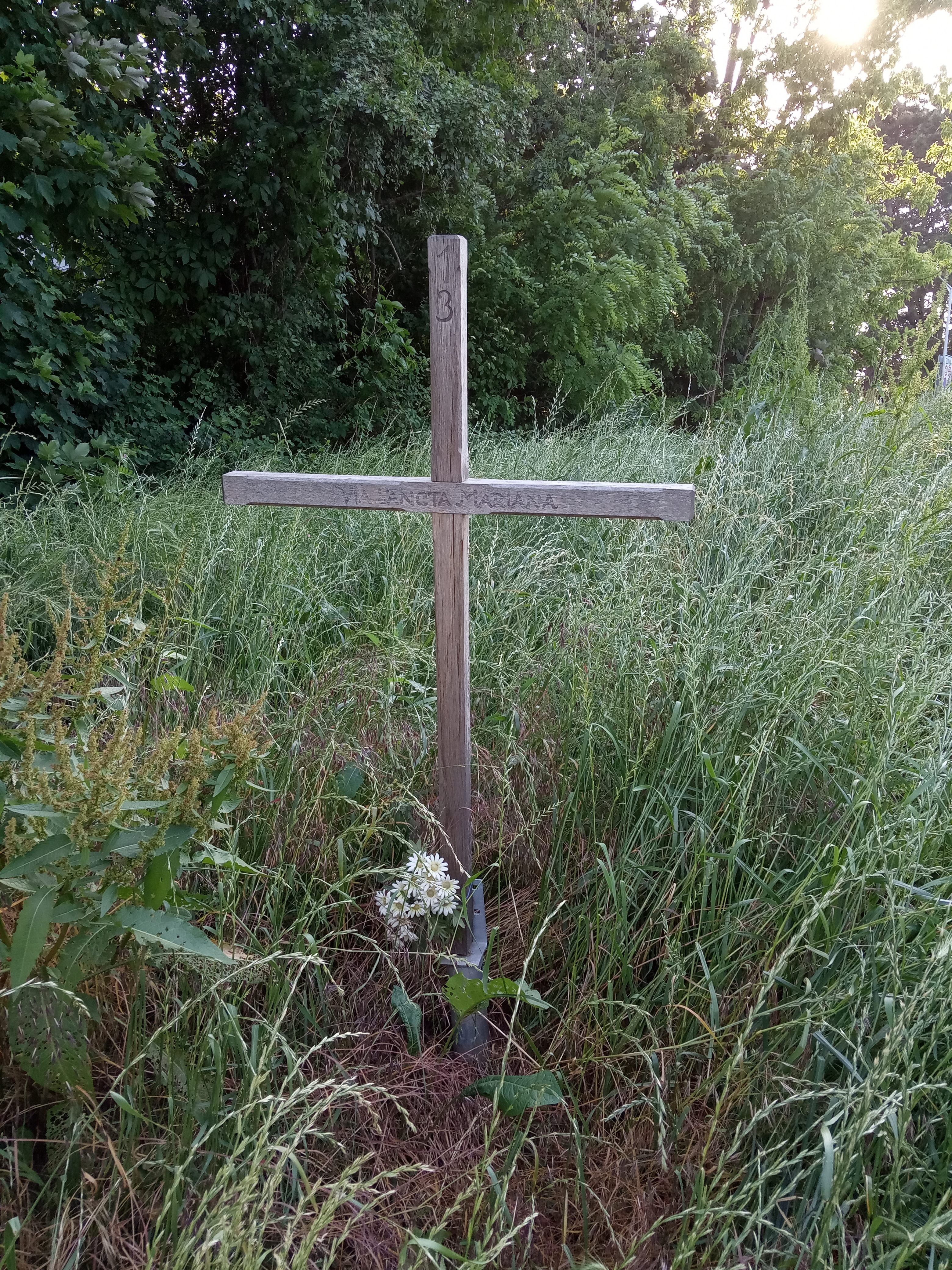
Kříž Via Sancta Mariana v ul. Ke Klíčovu/Obvodová

V roce 2019 vznikl spolek Via Sancta Mariana. Ten si klade tento cíl: "Na poutní cestě, kterou lemovalo 44 kaplí, kterých je teď pouze 13, bychom rádi obnovili chybějící a opravili poslední mohykány z původní cesty vybudované v roce 1692." Při první pouti, kterou spolek pořádal 31.12.2019, byly vztyčeny dřevěné kříže místo chybějících kaplí. Kříže jsou očíslované a označené Via Sancta Mariana. Bohužel jejich poloha je v některých místech jiná než historická poloha kaplí. Například v úseku stoupání na Klíčov se trasa drží mladší aleje a dokonce se vyhýbá stojící 12. Horažďovské kapli. Ve Kbelích trasa prochází po hlavní silnici a vyhýbá se tak i znovu postavené 19. Kutnohorské kapli. Ve Vinoři je kříž umístěn u autobusové zastávky Vinořský zámek, ačkoliv stále stojící 25. Obergürgentálská kaple je jen 80 m od něj. Poloha poutních zastavení s vyznačením umístěných křížů a do poutní cesty zařazených stojících kaplí je zde: Via Sancta Mariana, trasa pouti Praha - Stará Boleslav

### Vzhled kaplí
Kaple mají mezi dvojicí toskánských pilastrů niku zakončenou obloukem. Zastřešuje je nízký, trojhranný tympanon. Většina z nich má v tympanonu kruhové, slepé okénko. Vnitřní zadní stěna niky měla freskovou výzdobu: horní část každé kaple byla vymalována poutními mariánskými obrazy, dole pak byly výjevy ze života sv. Václava. Mariánský poutní obraz nebo socha dal každé z kapliček jméno – na obrázku byl v ozdobné stuze zapsán název poutního místa, odkud socha nebo obraz Madony pocházely. Uvnitř na bočních stěnách byla zapsána česky na jedné straně modlitba k Madoně a na protější straně byl popis zobrazeného výjevu ze života sv. Václava. Vnější fasáda kapličky byla po stranách oblouku niky pod římsou také zdobena – vpravo byl uveden donátor kaple a vlevo byl namalován jeho erb. Jako základní materiál ke stavbě kaplí posloužily cihly, opuka a tesaný pískovec.
Těchto výklenkových kapliček bylo podél poutní cesty dlouhé 23 kilometrů původně postaveno 44, což odpovídalo invokacím loretánské litanie (měřeno od Poříčské brány; 21 km měří cesta k poslední kapli u kamenného mostu). Stojí po levé straně cesty, jsou od sebe vzdáleny 440 – 600 metrů a jejich průměrný rozměr je 530 x 300 x 110 cm. Kaple jsou podle poutních míst pojmenovány a jsou směrem od Prahy řazeny abecedně.
Roku 1935 bylo Okresní jednotou musejní rozhodnuto o opravě kaplí a natření nabílo. Na jejich obnovu byla uspořádána sbírka, která do konce roku 1935 vynesla částku 12501,30 Kč a oprava byla ihned zahájena. V roce této opravy bylo kapliček evidováno 29: ty, které po přeložení silnic stály v poli, byly v relativně dobrém stavu a byly v nich viditelné horní partie výmalby, ostatní byly zchátralé.
Do dnešních dnů zůstalo pouze 17 původních výklenkových kaplí. Ve Kbelích byly k roku 2024 postaveny čtyři repliky a další dvě jsou plánovány. V 90. letech proběhla další oprava kaplí městskými částmi, v katastru kterých kaple stojí. Další opravy probíhají od roku 2018 do současnosti. Ke čtyřem kaplím ve Kbelích a jedné ve Vinoři byly zhotoveny informační tabule jako součást naučných stezek. Některé z kapliček jsou chráněny jako kulturní památky České republiky.

### Popis cesty

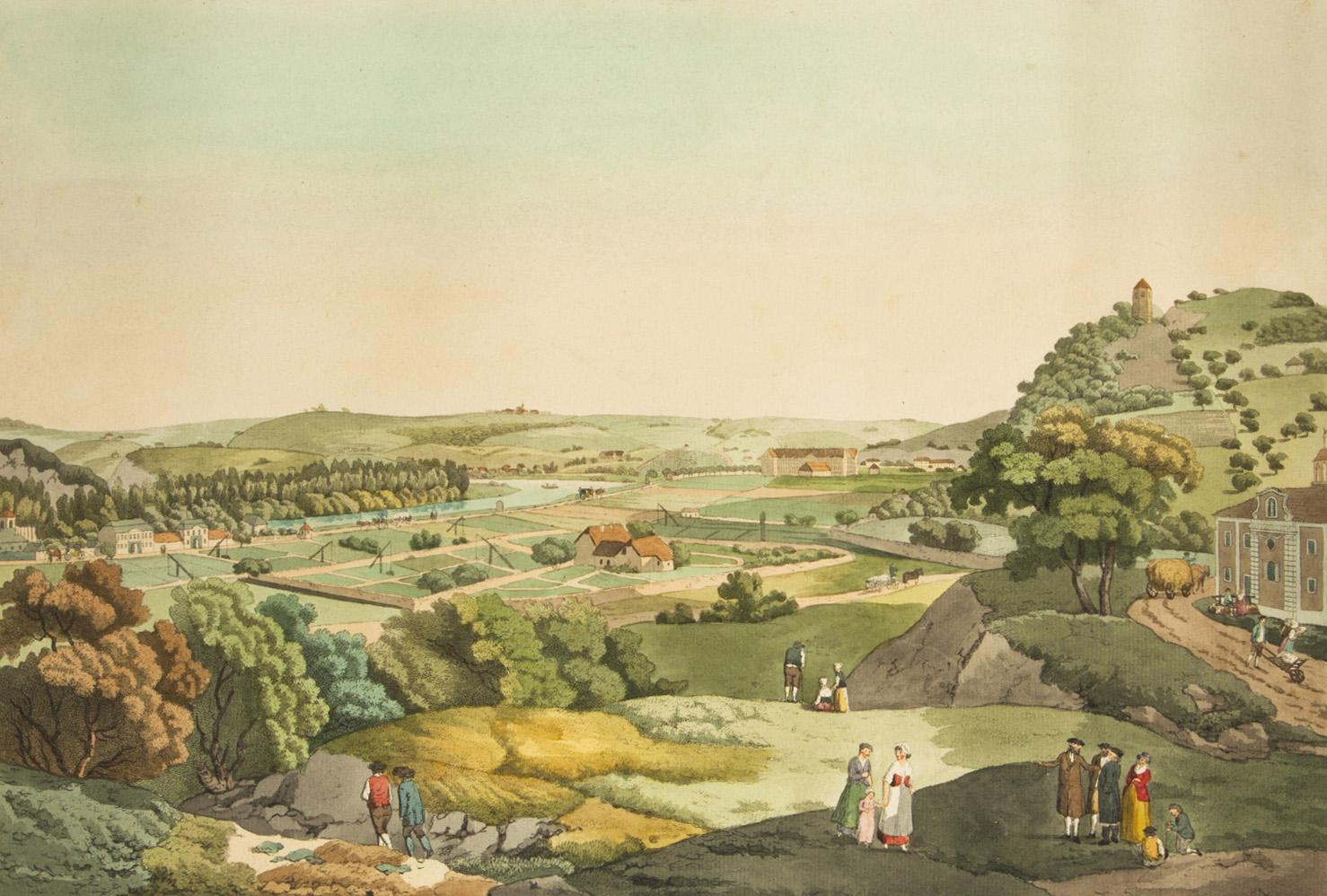
Špitálsko v roce 1803

Od Poříčské (Špitálské) brány vedla poutní cesta přes Karlín (dříve Špitálsko) přibližně po dnešní ulici Pobřežní podél bývalého ramene Vltavy, ulicí Sokolovská přes Palmovku a Balabenku, dříve přes brod přes potok Rokytka (cca 250 m vpravo) a po narovnání silnic přes dnešní most do centra Vysočan, ulicí Pod Pekárnami, která byla přerušena roku 1873 železniční tratí původní Rakouské severozápadní dráhy, na Klíčov ulicí Ke Klíčovu a Nad Klíčovem k místu křižovatky, odtud stoupáním na návrší, pak přes pole k ulici Čakovická, napříč bývalým areálem garáží, poblíž dnešní stanice metra C Letňany přes další pole na Kbely, za průmyslovým areálem do ulice Košařova, napříč přes kasárny Armády ČR do ulice Mladoboleslavská, touto ulicí do ulice Vrchlabská do staré části Kbel, pak ulicemi Bakovskou a Toužimskou k železniční zastávce, kde byla přerušena Turnovsko-kralupsko-pražskou dráhou, za ní vedla nynějším lesoparkem a opět přes pole na Vinoř ke hřbitovu, napříč zástavbou vilek a areálem Vinořského cukrovaru, poté přes další pole na Podolanku a dál pak již hlavní silnicí na Dřevčice, Vrábí, Brandýs nad Labem a pod zámkem přes kamenný most do Staré Boleslavi do Kostela Nanebevzetí Panny Marie.

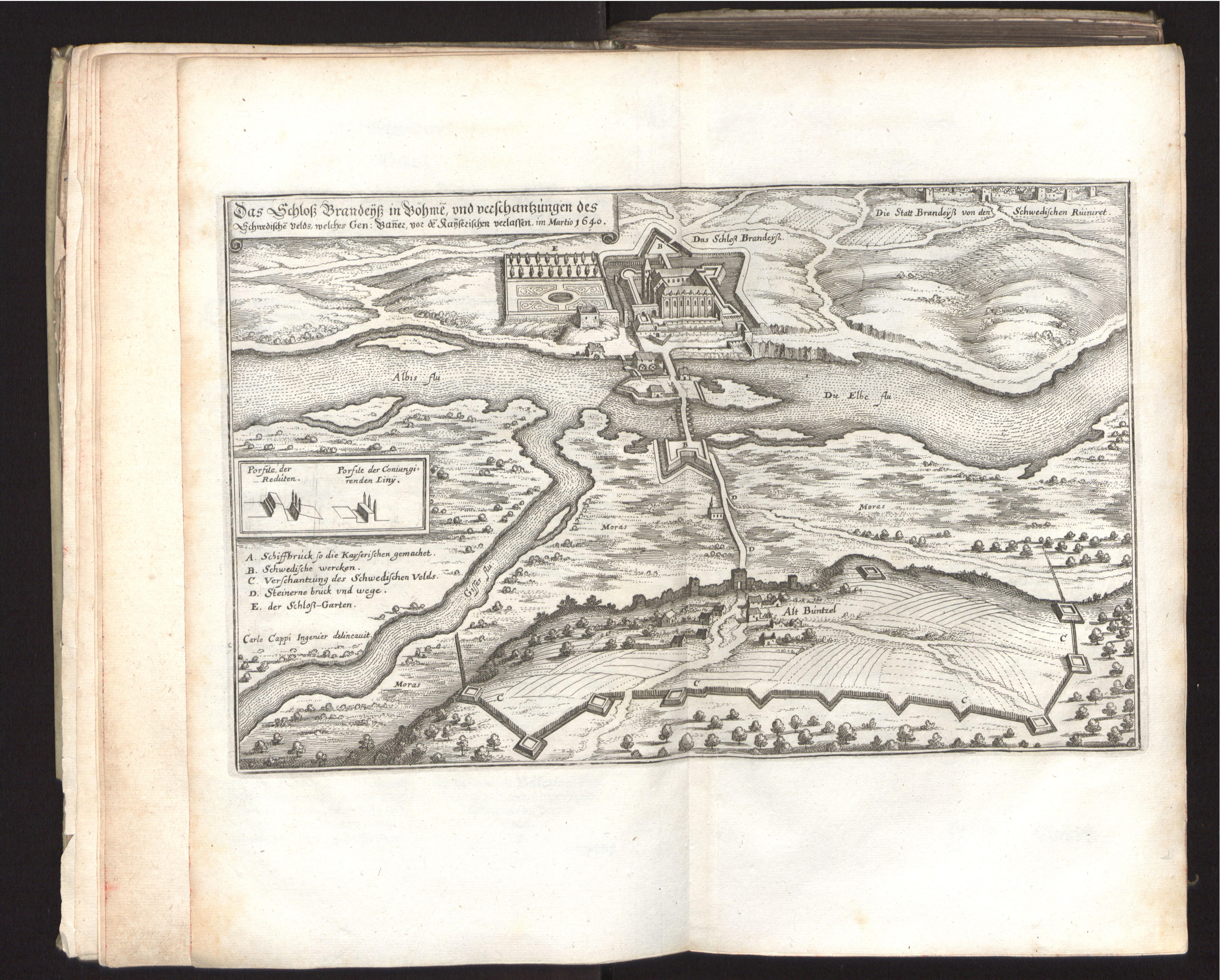
Cesta přes Labe do Staré Boleslavi

Jak bylo uvedeno, mezi Klíčovem a Kbely a mezi Kbely a Vinoří stojí dnes kapličky v polích jako doklad, kudy vedla původní poutní cesta. Byl to důsledek narovnávání a napřimování cest z 18. století. Například ve Vinoři Černínové roku 1785 dali vysázet kaštanovou alej podle přístupové cesty k zámku, z této cesty se v letech 1797–1834 stala silnice a původní stezka byla rozorána. Zachovala se jen její část v podobě hranice dvou sousedních pozemků ve směru od kbelské železniční zastávky k poli. Na mapách I., II. a III. vojenského mapování z 18. a 19. století, na mapě Stabilního katastru z roku 1842 a na mapě Bývalého pozemkového katastru z let 1928–1978 je většina kaplí, i těch zaniklých, zakreslena (celkem 42 kaplí má lokaci na některé z map).
Protože se číslování kaplí i předpokládaná poloha zaniklých kaplí v různých zdrojích liší, jsou do mapy zaneseny polohy existujících i předpokládané polohy zaniklých kaplí ve dvou variantách. První varianta  zobrazuje polohu kaplí tak, jak je udána v následujících odstavcích tohoto článku. Druhá varianta  pro porovnání zobrazuje polohu kaplí, jak ji předpokládá web Via Sancta.

## Kaple
Z města vycházely poutě z Poříčské brány. Pravděpodobné souřadnice: 50°5′27″ s. š., 14°26′13″ v. d.
1. Staroboleslavská kaple (staroboleslavské Palladium), donátor: Jan Ignác Dlouhoveský z Dlouhé Vsi, probošt metropolitní kapituly. Kaple stála v katastrálním území Karlín, za Poříčskou branou vlevo asi 400 metrů. "Kaple byla zasvěcena mariánské invokaci ... a byla postavena na Špitálském poli (dnešní Karlín) u Poříčské brány."[18] Je zakreslena na Jüttnerově plánu Prahy z roku 1816. Pravděpodobné souřadnice: 50°5′33″ s. š., 14°26′27″ v. d.
2. Aitlická kaple (Eitlitz, dnes Údlice, Madona Údlická, Kostel Povýšení svatého Kříže), donátor: hrabě Jan Maxmilián z Lambergu, nejvyšší hofmistr. Kaple stála v katastrálním území Karlín přibližně v místech dnešní ulice U Nádražní lávky, za bývalým špitálem s kostelem Obrácení sv. Pavla. „V Karlíně stála jedna z těch kaplí do r. 1874 v Pobřežní třídě před dnešním můstkem na ostrov Rohanský.“[19] Existuje její veduta z roku 1857[20]. Je zakreslena v Plánu Prahy J. D. Hubera z roku 1769 (perspektivní)[21] a na mapě I. Vojenského mapování. Pravděpodobné souřadnice: 50°5′36″ s. š., 14°26′46″ v. d.
3. Bechyňská kaple (Bechyně, socha Piety, Kostel Nanebevzetí Panny Marie), donátor: Jan Norbert, říšský hrabě ze Šternberka.[22] Kaple stála v katastrálním území Karlín v Pobřežní ulici poblíž dnešní ulice Šaldovy.[pozn. 4] Je zakreslena na mapě I. Vojenského mapování. Byla zbořena zřejmě při stavbě Rakouské severozápadní dráhy. V místě, kde stála, je na mapě II. Vojenského mapování zakreslena železniční trať. Je zachycena na vedutě přibližně z roku 1803.[23] Pravděpodobné souřadnice: 50°5′43″ s. š., 14°27′17″ v. d.
4. Brněnská kaple (Brno, Panna Maria Svatotomská, Kostel sv. Tomáše), donátor kaple: hrabě František Karel Libštejnský z Kolovrat, moravský zemský hejtman. Kaple stála v katastrálním území Karlín. Je zakreslena na mapě Umgebungen der königl. Hauptstadt Prag z roku 1850 – 1862 (viz Odkazy:Virtuální mapová sbírka) vlevo od Invalidovny před ohybem cesty a na mapě I. vojenského mapování. Byla zbořena zřejmě při stavbě Rakouské severozápadní dráhy. V místě, kde stála, je na mapě II. Vojenského mapování zakreslena železniční trať. Spolu s kaplí č. 5 je zachycena na vedutě přibližně z roku 1810.[24] Dnešní kaplička naproti Kaizlovým sadům je pravděpodobně její přenesená replika, opravená roku 2005 z iniciativy radnice Prahy 8. Podle map stojí poblíž místa původní kaple. Souřadnice dnešní kapličky: 50°5′45″ s. š., 14°27′32″ v. d.
5. Budějovická kaple (České Budějovice, Panna Maria Budějovická, Českobudějovické biskupství), donátor: Karel Maxmilián říšský hrabě Lažanský z Bukové, dvorský sudí. Kaple stála v katastrálním území Karlín v místech bývalé Rustonky. Je zakreslena na mapě Umgebungen der königl. Hauptstadt Prag z roku 1850 – 1862 spolu s křížem a na mapě I. vojenského mapování. Ve Stabilním katastru 1842 (dříve katastr Libeň) je zakreslena vlevo od Stahl fabrik u bývalého ramene Vltavy. Spolu s kaplí č. 4 je zachycena na vedutě přibližně z roku 1810.[24] Byla zbořena zřejmě při stavbě Rakouské severozápadní dráhy, kříž pak přemístěn do Libně (U Kříže). V místě, kde stála, je na mapě II. Vojenského mapování zakreslena železniční trať. Pravděpodobné souřadnice: 50°5′55″ s. š., 14°27′55″ v. d.
6. Chlumecká kaple (Chlumek v Luži u Skutče, kopie obrazu Panny Marie Pasovské Lucase Cranacha, Kostel Panny Marie Pomocnice na Chlumku), donátor: Marie Maxmiliána, hraběnka Žďárská[25][pozn. 5], zakladatelka poutního místa v Chlumku u Luže ("Na Chlumečku"). Kaple stála v katastrálním území Libeň, pravděpodobně poblíž bývalé usedlosti Palmovky.
7. Chomutovská kaple (Chomutov, obraz Panny Marie, Kostel Nanebevzetí Panny Marie), donátor: František Ignác, říšský hrabě z Rozdražova, královský rada. Kaple stála v katastrálním území Libeň, poblíž křižovatky a bývalé usedlosti Nová Balabenka, u severního náspu mezi železničními mosty z Hlavního nádraží a z Libně. Podle svědectví stála ještě v roce 1962 a byla velmi zchátralá. V roce 1973 byla již zaniklá. Je zakreslena na mapě Stabilního katastru 1842 a na mapách I. a II. Vojenského mapování. Pravděpodobné souřadnice: 50°6′15″ s. š., 14°28′50″ v. d.
8. Družecká kaple (Družec u Kladna, socha Panny Marie Družecké, Kostel Nanebevzetí Panny Marie), donátor: Bernard Ignác hrabě z Martinic, nejvyšší purkrabí pražský. Kaple stála v katastrálním území Libeň v Čihákově ulici v místě, kde je dnes zadní vchod do kulturního domu Gong. Existuje její fotografie z roku 1954[26]. Byla zbořena při výstavbě domů mezi ulicemi Čihákovou a Sokolovskou v 2. polovině 20. století, v roce 1973 byla již zaniklá. Je zakreslena na mapě Stabilního katastru 1842 a na mapách II. a III. Vojenském mapování. Pravděpodobné souřadnice: 50°6′25″ s. š., 14°29′16″ v. d.
9. Jičínská kaple (Jičín, německy Gitschin, Vladimírská ikona Panna Maria Rusánská, kostel svatého Ignáce v jezuitské koleji), donátor: hrabě Ignác Karel ze Šternberka. Kaple stála v katastrálním území Vysočany v ulici Sokolovská poblíž potoka Rokytka, v parku před poliklinikou. Podle svědectví zde byl obraz „jak dva zlosynové závojem uškrtili sv. Ludmilu“ a „zlatá hvězda v modrém štítě“, což potvrzuje očíslování kaple. Kaplička dala jméno místu za Moravinou, tam se říkalo U Ludmily nebo Pole svaté Ludmily.[27] Kolem roku 1916 bývala před poliklinikou u Rokytky obecní skládka.[28] Kaple je zakreslena na indikačních skicách Stabilního katastru 1842 pro katastry Libeň a Vysočany (stála na rozhraní katastrů) a na mapách II. a III. Vojenského mapování, Pole svaté Ludmily je na Stabilním katastru 1842. Zanikla v 1. polovině 20. století do roku 1935 (není zakreslena na Grguričově mapě). Pravděpodobné souřadnice: 50°6′32″ s. š., 14°29′42″ v. d.
10. Kladská kaple (Kladsko – Slezsko, německy Glatz, obraz Panny Marie Kladské, klášterní kostel augustiánů, mecenášem obrazu Madony Kladské byl arcibiskup Arnošt z Pardubic), donátor: hrabě Arnošt Josef z Valdštejna. Kaple stála v katastrálním území Vysočany na rohu ulic Jandova a Pod Pekárnami. Je zakreslena na mapě Stabilního katastru 1842. Zanikla do roku 1935 (není zakreslena na Grguričově mapě). Pravděpodobné souřadnice: 50°6′42″ s. š., 14°30′10″ v. d.
11. Heyndorffská kaple (Hejnice, socha Madony, Kostel Navštívení Panny Marie), donátor: hrabě Karel Ferdinand z Valdštejna, říšský dvorní rada a nejvyšší hofmistr u císařovny. Kaple stála v katastrálním území Vysočany při dolním ohybu ulice Pod Krocínkou u dnešního parku. Je zakreslena v mapách III. Vojenského mapování a Stabilního katastru 1842, dnes je zaniklá. Pravděpodobné souřadnice: 50°6′51″ s. š., 14°30′32″ v. d.

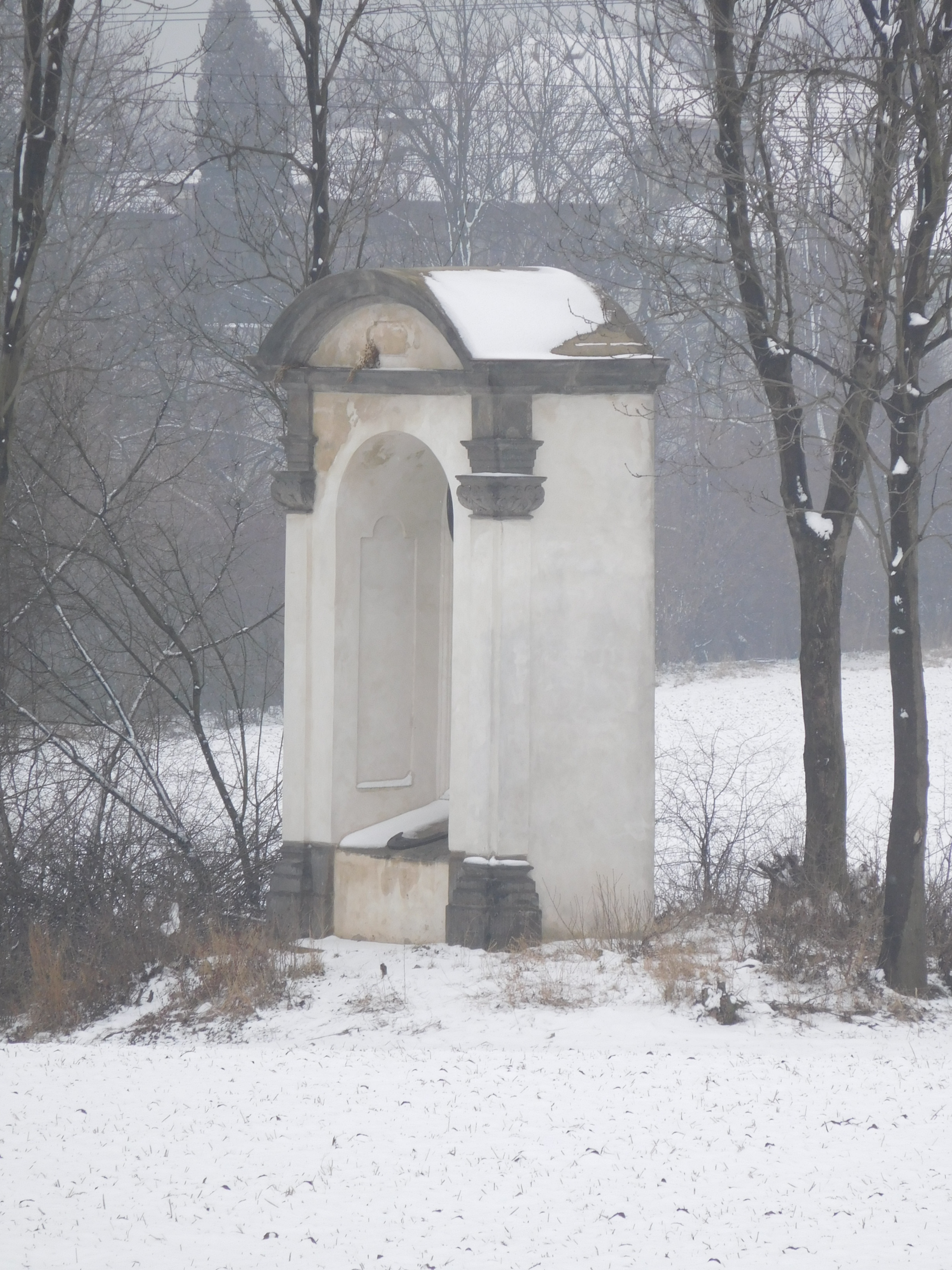
Kaple č. 12, Horažďovská

12. Kaple č. 12, Horažďovská Horažďovská kaple (Velký Bor u Horažďovic, plastika Panny Marie z Lorety), donátor: hrabě František Eusebius z Pöttingu, císařský tajný rada. Tato kaple se nacházela na katastrálním území Vysočany, asi 150 m jihozápadně od dodnes zachované kaple, která se nachází v poli mezi ulicemi Ke Klíčovu a Čakovická. Tato dodnes zachovaná kaple pak bývá mylně označována za kapli Horažďovskou i přes to že při pohledu do map katastru nevychází vzdálenosti mezi jednotlivými kaplemi. Také památkový katalog uvádí informaci že dodnes zachovaná kaple není pravděpodobně součástí původní poutní cesty.[29][30][pozn. 6][pozn. 7] Souřadnice: 50°7′6″ s. š., 14°30′47″ v. d.
13. Hradčanská kaple (Praha, Hradčany, Hradčanská Madona, Klášter kapucínů, kostel Panny Marie Andělské), donátor: Jan Hartvík hrabě z Nostic, nejvyšší kancléř. Kaple stála v katastrálním území Vysočany mezi ulicemi Čakovická a městským okruhem, v bývalém areálu garáží autobusů ČSAD na Klíčově. Vydržela do zimy roku 1970–1971, kdy byla z provozních důvodů zbořena. Je zakreslena na mapě Stabilního katastru 1842 a na mapách II. a III. Vojenském mapování. Pravděpodobné souřadnice: 50°7′13″ s. š., 14°30′52″ v. d.
14. Jeníkovská kaple (Golčův Jeníkov, Madona Loretánská, Kostel svatého Františka Serafínského), donátor: Karel Leopold, hrabě Carreto Millesimo. Kaple stojí v katastrálním území Vysočany. Dochovaná kaple, která dnes stojí uprostřed pole poblíž metra C-Letňany směrem na Kbely. Na podzim 2020 byla v rámci výstavby cyklostezky zaměřena cesta mezi Beladovou ulicí, kaplí 14 a kaplí 15. Po jedné straně byla vysazena alej. Kaple byla opravena roku 1992 z iniciativy odboru kultury radnice Prahy 9. Je zakreslena na mapě Stabilního katastru 1842 a na III. Vojenském mapování. Souřadnice: 50°7′23″ s. š., 14°31′8″ v. d.
15. Kájovská kaple (Kájov, Kájovská Madona, kostel Nanebevzetí Panny Marie), donátor: Bohumír Kapoun, arciděkan krumlovský. Kaple stojí v katastrálním území Kbely. Dochovaná kaple, která stojí na rohu za průmyslovým areálem u pole. Od října 2020 je k ní přímý přístup z cyklostezky vedoucí v části trasy původní poutní cesty směrem od Kbel (od zaniklé kaple 16). Kaple byla opravena roku 1992 z iniciativy odboru kultury radnice Prahy 9. V prosinci 2022 byla dokončena další oprava, tentokrát spolkem Via Sancta Mariana. Podle něj má sloužit jako vzor pro rekonstrukci nebo výstavbu chybějících kaplí, ovšem svým provedením (červené pilastry) se barevně výrazně odlišuje od všech dosavadních oprav nebo replik. Je zakreslena na mapě Stabilního katastru 1842 a na mapách II. a III. Vojenském mapování. Souřadnice: 50°7′29″ s. š., 14°31′28″ v. d.
16. Kladrubská kaple (Kladruby u Stříbra, Kladrubská Madona Kladrubský klášter, kostel Nanebevzetí Panny Marie), donátor: Jindřich Bedřich hrabě z Gutštejna, hejtman plzeňského kraje. Kaple stála v katastrálním území Kbely na rohu ulic Hůlkova a Košařova. Byla poškozena během 2. světové války při transportu letadla ulicí. Zbourána pak byla v roce 1975. Je zakreslena na mapě Stabilního katastru 1842, na mapách II. a III. Vojenském mapování a na mapě bývalého pozemkového katastru z roku 1928. Pravděpodobné souřadnice: 50°7′35″ s. š., 14°31′48″ v. d.
17. Krupecká kaple (Krupka u Teplic, socha Panna Maria Pieta, Poutní kostel Panny Marie Sedmibolestné v Krupce – Bohosudově), donátor: hrabě Kryštof František Vratislav z Mitrovic, prezident české komory. Kaple stojí v katastrálním území Kbely v prostoru parkoviště Muzea letectví a kosmonautiky a byla v havarijním stavu.[31][32] V září 2018 byly kolem kaple vykáceny náletové dřeviny a v létě 2020 byla opravena. Je zakreslena na mapě Stabilního katastru 1842 a na mapách II. a III. Vojenském mapování. Souřadnice: 50°7′37″ s. š., 14°32′11″ v. d.
18. Kulmenská kaple (Chlum Svaté Máří, gotická soška sedící Panny Marie s Ježíškem), donátor: Rytířský řád křižovníků s červenou hvězdou. Kaple stála v katastrálním území Kbely u Mladoboleslavské ulice v severním cípu letiště a byla zbořena z provozních důvodů. Dnes zaniklá kaple je zakreslena na mapě Stabilního katastru 1842, na mapách II. a III. Vojenského mapování a na mapě bývalého pozemkového katastru z roku 1928. V roce 2022 nechala MČ Praha 19 vystavit repliku kaple na novém místě – v blízkosti křižovatky ulic Polaneckého a Sedlářova, u nově budované cyklostezky A267, 300m severoseverozápadně od původní polohy. Kaple je orientována k severu. Do otevření cyklostezky je kaple uvnitř staveniště a tedy nepřístupná. Pravděpodobné souřadnice původní kaple: 50°7′42″ s. š., 14°32′33″ v. d. Souřadnice nově postavené kaple: 50°7′49″ s. š., 14°32′20″ v. d.

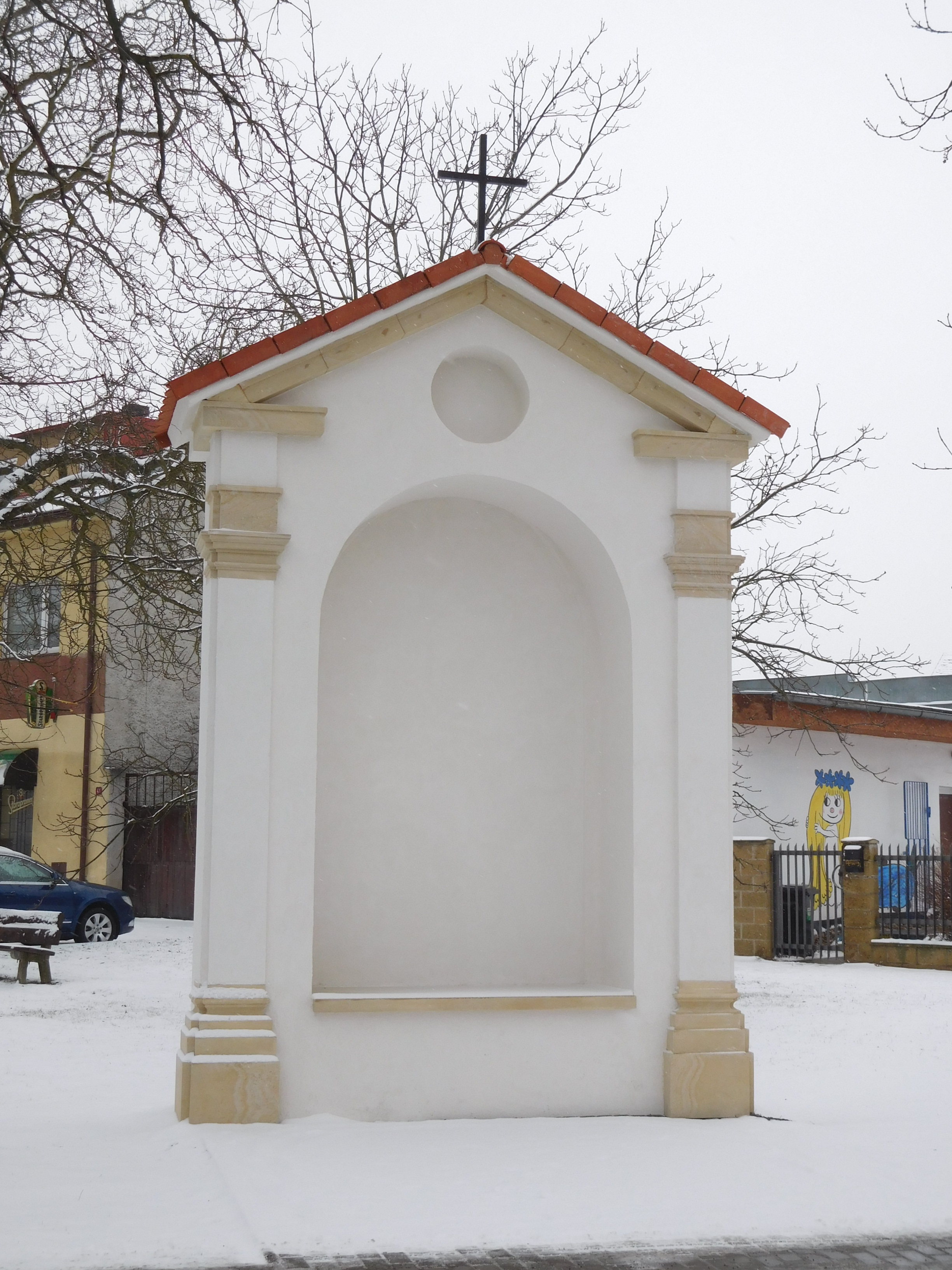
Kaple č. 19, Kutnohorská

19. Kaple č. 19, Kutnohorská Kutnohorská kaple (Kutná Hora, socha Madony, Chrám svaté Barbory), donátor: baron Bernard František z Věžník. Kaple stála v katastrálním území Kbely v ulici Vrchlabská v parku u pomníku. Dnes zaniklá kaple je zakreslena na mapě bývalého pozemkového katastru z roku 1928. V srpnu 2017 MČ Praha 19 rozhodla vystavit repliku původní kaple ve Vrchlabské ulici u křižovatky s ulicí Železnobrodskou. Kaple byla během 1. čtvrtletí roku 2018 postavena.[33][34] V září 2018 byl do kaple instalován obraz namalovaný podle rytiny z Tannerova spisu. Dne 22.9.2018 byl při Kbelském posvícení slavnostně odhalen[35] a druhý den pak kaplička vysvěcena.[36][37] Pravděpodobné souřadnice původní kaple: 50°7′58″ s. š., 14°32′54″ v. d. Souřadnice nově postavené kaple: 50°8′ s. š., 14°32′54″ v. d.
20. Lauretánská kaple na Hradčanech (Praha, Hradčany, Madona Loretánská, Pražská Loreta), donátor: hrabě Ferdinand Vilém z Lobkovic, císařský rada, nejvyšší lovčí a královský místodržící, vnuk zakladatelky Pražské Lorety. Kaple stála v katastrálním území Kbely v ulici Bakovská před bývalým Lidovým domem. Její zbytky byly do sedmdesátých let 20. století uchovány ve zdi bývalé továrny na dehtovanou krycí lepenku, která stála mezi ulicemi Bakovskou a Semilskou. Dnes zaniklá kaple je zakreslena na mapě bývalého pozemkového katastru z roku 1928. V létě 2024 nechala MČ Praha 19 vystavit repliku kaple na novém místě - v Kbelském parku, 210 m jihovýchodně od původní polohy. Kaple je orientována k východu. Při Kbelském posvícení 21.9.2024 byla kaple v 17 hodin slavnostně odhalena s již instalovaným obrazem podle rytiny z Tannerova spisu a požehnána kbelským farářem. Pravděpodobné souřadnice původní kaple: 50°8′5″ s. š., 14°32′57″ v. d. Souřadnice nové kaple: 50°8′ s. š., 14°33′5″ v. d.
21. Lauretánská kaple z Hájku (Hájecká) (Hájek u Prahy, Madona Loretánská, Klášter Hájek), donátor: hrabě Václav Ferdinand z Lobkovic, diplomat, bratranec předchozího. Kaple stála v katastrálním území Kbely u železniční zastávky na konci ulice Toužimská. Byla zbourána při její výstavbě v roce 1943. Je zakreslena na mapách II. a III. Vojenského mapování. V roce 2022 nechala MČ Praha 19 vystavit repliku kaple na novém místě – v Kbelském parku, 160 m jižně od původní polohy. Kaple obsahuje obraz namalovaný podle rytiny z Tannerova spisu a pro ochranu je výklenek krytý sklem. Replika je na rozdíl od ostatních kaplí orientována směrem k západu. Pravděpodobné souřadnice původní kaple: 50°8′6″ s. š., 14°33′20″ v. d., souřadnice nově postavené kaple:  50°8′0,68″ s. š., 14°33′17,6″ v. d.
22. Litomyšlská kaple (Litomyšl, poutní socha Panny Marie, Kostel svatého Kříže), donátor: hrabě Jan Bedřich z Trauttmansdorffu, nejvyšší zemský komorník. Kaple stála v katastrálním území Kbely, za železniční tratí při původní zemské stezce, pravděpodobně na kraji pole u remízku a neznámo kdy zanikla. Je zakreslena na mapě I. Vojenského mapování. Pravděpodobné souřadnice: 50°8′8″ s. š., 14°33′39″ v. d.
23. Nezamyslická kaple (Nezamyslice u Klatov, Madona Nezamyslická), donátor: hrabě František Vilém Libštejnský z Kolovrat. Kaple stojí v katastrálním území Vinoř v poli. Je zakreslena na mapách II. a III. Vojenského mapování a na mapě bývalého pozemkového katastru z roku 1928. Souřadnice: 50°8′12″ s. š., 14°33′59″ v. d.
24. Nicovská kaple (Nicov u Klatov, pozdně gotická soška Panny Marie s Ježíškem, Kostel Narození Panny Marie), donátor: Tomáš Sartorius, břevnovský opat. Kaple stojí v katastrálním území Vinoř v poli vlevo u silnice. Je zakreslena na mapě Stabilního katastru 1842, na mapách II. a III. Vojenského mapování a na mapě bývalého pozemkového katastru z roku 1928. Souřadnice: 50°8′18″ s. š., 14°34′18″ v. d.
25. Obergürgentálská kaple (Horní Jiřetín u Duchcova, socha Jiřetínské Madony, Kostel Nanebevzetí Panny Marie), donátor: Jan Bedřich, hrabě z Valdštejna, arcibiskup pražský. Kaple stojí v katastrálním území Vinoř v ulici Semtínská vlevo v parku, otočená zády do ulice. Je zakreslena na mapě Stabilního katastru 1842, na mapě II. Vojenského mapování a na mapě bývalého pozemkového katastru z roku 1928. Souřadnice: 50°8′29″ s. š., 14°34′35″ v. d.

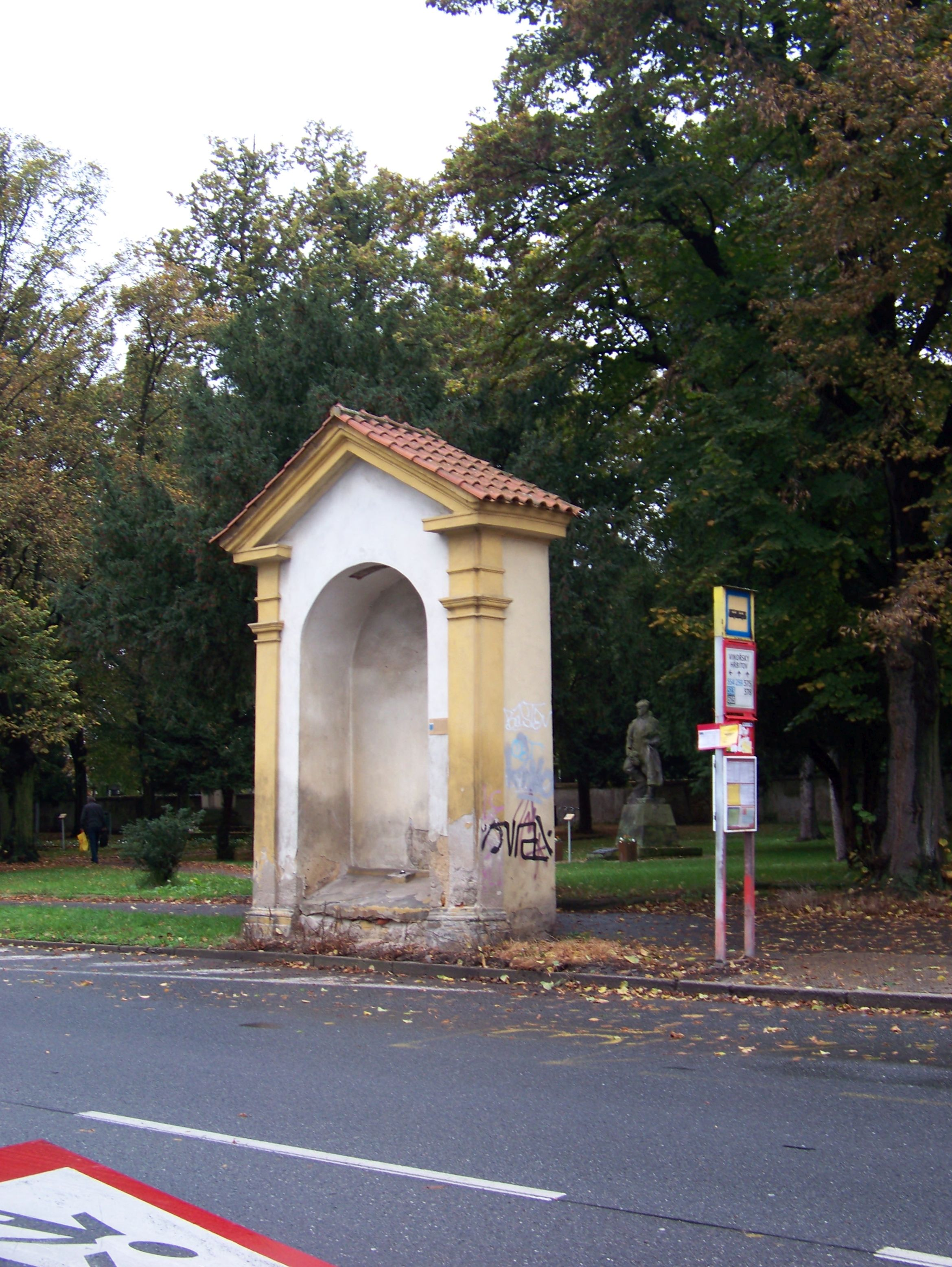
Kaple č. 26, Pakenská

26. Kaple č. 26, Pakenská Pakenská kaple (Nová Paka, socha Panny Marie, klášterní Kostel Nanebevzetí Panny Marie), donátor: hrabě Jan Jáchym Slavata, nejvyšší sudí dvorský. Kaple stojí v katastrálním území Vinoř před hřbitovem u zastávky MHD. Jako jediná má dochovanou část původní výmalby – na stropě výklenku je nápis „Rosa Mystica“, což potvrzuje očíslování kaple. Je zakreslena na mapě Stabilního katastru 1842, na mapách II. a III. Vojenského mapování a na mapě bývalého pozemkového katastru z roku 1928. Souřadnice: 50°8′41″ s. š., 14°34′49″ v. d.
27. Plzeňská kaple (Plzeň, gotická Madona, Katedrála svatého Bartoloměje), donátor: hrabě Adolf Vratislav ze Šternberka, nejvyšší zemský sudí a nejvyšší purkrabí Království Českého. Kaple stála v katastrálním území Vinoř. Dnes zaniklá kaple je zakreslena na mapě Stabilního katastru 1842, na mapě II. Vojenského mapování a na mapě bývalého pozemkového katastru z roku 1928 na rohu ulic Ke Mlýnku a U Bakaláře. Pravděpodobné souřadnice: 50°8′49″ s. š., 14°35′6″ v. d.
28. Svatovítská kaple v Praze (Praha, Hradčany, Madona svatovítská, chrám svatého Víta, Václava a Vojtěcha), donátor: Václav Bílek z Bílenberka, kanovník královéhradecký. Kaple stála v katastrálním území Vinoř na rohu ulic Mladoboleslavská a Štěpánovská. Je zakreslena na mapě Stabilního katastru 1842 a na mapách II. a III. Vojenského mapování. Pravděpodobné souřadnice: 50°9′2″ s. š., 14°35′24″ v. d.
29. Svatokřížská kaple (Praha, Na Františku, socha piety Bolestné Panny Marie, Klášter Cyriaků s Kostelem svatého Kříže Většího; dnes v nedalekém kostele svatého Ducha), donátor: baron Wolfgang Maxmilián Lammingen. Kaple stála v katastrálním území Vinoř vpravo u silnice před můstkem přes Ctěnický potok. Dnes stojí 150 metrů jižněji na levém břehu Vinořského potoka za Cukrovarským rybníkem.[pozn. 8] Je zakreslena na mapě Stabilního katastru 1842 a na mapách II. a III. Vojenského mapování. Zde dochází k rozporu v označení kaplí – přímo před kaplí je umístěn průhled s na sklo přeneseným obrazem z Tannerova spisu. Ten zobrazuje rytinu patřící k 28., tedy Svatovítské (Hradopražské) kapli. Pravděpodobné souřadnice původního místa: 50°9′11″ s. š., 14°35′37″ v. d.. Souřadnice dnešního místa: 50°9′6″ s. š., 14°35′39″ v. d.
30. Svatojakubská kaple (Praha, Staré Město, Panna Maria Pieta, Kostel svatého Jakuba Většího), donátor: hrabě František Oldřich Kinský, předseda apelačního soudu. Kaple stojí v katastrálním území Podolanka před obcí vpravo od silnice otočená k jihu. Cesta pravděpodobně dříve procházela před ní. Je zakreslena na mapě Stabilního katastru 1842 a na mapách II. a III. Vojenského mapování. Souřadnice: 50°9′20″ s. š., 14°35′49″ v. d.
31. Svatomikulášská kaple (Praha, Malá Strana, kopie sochy Panny Marie Foyenské – belgické Foy, kostel svatého Mikuláše), donátor: hrabě Jan Pavel Leopold Valderode, viceprezident české komory. Kaple stála v katastrálním území Podolanka na konci obce vpravo ve stráni. Byla postavena do roku 1682.[pozn. 9] Je zakreslena na mapě Stabilního katastru 1842, na mapě III. Vojenského mapování a Umgebungen der königl. Hauptstadt Prag rok 1850. Dnes stojí na jejím místě pobořená, stavebně odlišná kaplička. Souřadnice: 50°9′28″ s. š., 14°36′17″ v. d.
32. Rokycanská kaple (Rokycany, Rokycanská Madona, Kostel Panny Marie Sněžné), donátor: Jaroslav, hrabě ze Šternberka, biskup litoměřický. Kaple stojí v katastrálním území Dřevčice vlevo od silnice, na vrchu za obcí Podolanka. Roku 1994 byla opravena na náklady obce. Je zakreslena na mapách II. a III. Vojenského mapování. Souřadnice: 50°9′30″ s. š., 14°36′29″ v. d.
33. Římovská kaple (Římov, Madona Loretánská, poutní kaple), donátor: hrabě Jan Karel z Valdštejna. Kaple stojí v katastrálním území Dřevčice vlevo od silnice u autobusové zastávky. Roku 1994 byla opravena na náklady obce. Je zakreslena na mapách II. a III. Vojenského mapování. Souřadnice: 50°9′38″ s. š., 14°36′48″ v. d.
34. Svatohorská kaple (Příbram, Madona Svatohorská, Svatá Hora), donátor: hrabě Václav Norbert Oktavián Kinský, nejvyšší hofmistr Království Českého. Kaple stála v katastrálním území Dřevčice vlevo u silnice. Je zakreslena na mapě II. Vojenského mapování a Umgebungen der königl. Hauptstadt Prag rok 1850. Zanikla neznámo kdy. Pravděpodobné souřadnice: 50°9′42″ s. š., 14°36′58″ v. d.
35. Sečenská kaple (Seč u Blovic, Sečenská Madona, Kostel Nanebevzetí Panny Marie), donátor: hrabě Humprecht Jan Černín z Chudenic, nejvyšší komoří císaře a zakladatel Černínské sbírky. Kaple stojí v katastrálním území Dřevčice před obcí vlevo. Roku 1994 byla opravena na náklady obce, další oprava proběhla na podzim 2021. Je zakreslena na mapách II. a III. Vojenského mapování. Souřadnice: 50°9′55″ s. š., 14°37′28″ v. d.
36. Sternberská kaple (Zelená hora, kopie sochy Madony Zelenohorské, poutní kostel Nanebevzetí Panny Marie), donátor: hrabě Václav Vojtěch ze Šternberka, zemský maršálek. Kaple stojí v katastrálním území Dřevčice uprostřed obce vlevo za odbočkou cesty ke kostelu. Roku 1994 byla opravena na náklady obce, další oprava proběhla na podzim 2021. Souřadnice: 50°10′3″ s. š., 14°37′47″ v. d.
37. Strakonická kaple (Praha, Bílá Hora, Panna Maria Vítězná, Kostel Panny Marie Vítězné), donátor: hrabě Ferdinand Ludvík Libštejnský z Kolovrat, velkopřevor Řádu maltézských rytířů. Kaple stála v katastrálním území Dřevčice za obcí, vlevo za odbočkou na Popovice. Je zakreslena na mapě II. Vojenského mapování. Pravděpodobné souřadnice: 50°10′12″ s. š., 14°37′57″ v. d.
38. Strašenská kaple (Strašín u Sušice, Madona Strašínská, Kostel Narození Panny Marie), donátor: hrabě Ferdinand Bonaventura z Harrachu, nejvyšší hofmistr. Kaple stojí v katastrálním území Dřevčice vlevo u silnice naproti bývalé Límanově cihelně a byla v havarijním stavu.[38] Od konce roku 2011 byla provizorně podepřená.[39] V létě 2019 byla kaple přenesena na nové základy vedle původní pozice a narovnána. Následně byla zahájena její oprava.[40] Je zakreslena na mapách II. a III. Vojenského mapování. Souřadnice: 50°10′19″ s. š., 14°38′23″ v. d.
39. Sušická kaple (Sušice, Panna Maria Sušická, Kapucínský klášter s Chrámem svatého Felixe), donátor: baron Eusebius Hieserl, litoměřický kanovník. Kaple stála v katastrálním území Brandýs nad Labem, u můstku přes potok před obcí Vrábí, u pole U kapličky. Je zakreslena na mapě I. Vojenského mapování asi 100m za potokem. Pravděpodobné souřadnice: 50°10′25″ s. š., 14°38′47″ v. d.
40. Tejnecká kaple (Týnec u Klatov, Panna Marie Týnecká s mandorlou, kostel Nanebevzetí Panny Marie), donátor: hrabě Vilém Albrecht I. Krakovský z Kolovrat, nejvyšší prefekt. Kaple stála v katastrálním území Brandýs nad Labem poblíž ulice Na Tvrzi. Byla postavena roku 1680 jako výraz vděčnosti, že nikdo z rodiny toho roku neonemocněl morem.[41] Je zakreslena na mapách I. a III. Vojenského mapování. Pravděpodobné souřadnice: 50°10′34″ s. š., 14°39′5″ v. d.
41. Vartenská kaple (Warthe, nyní Bardo v Polsku, Madona Vartenská z kladské Varty), donátor: hrabě František Antonín Berka z Dubé, císařský tajný rada, diplomat. Kaple stojí v katastrálním území Brandýs nad Labem vlevo v parku na rohu ulic Pražská a Vrábská. Je zakreslena na mapách II. a III. Vojenského mapování. Již dost nakloněná kaple byla v roce 2018 staticky zajištěna výdřevou a poté narovnána.[42] V první polovině roku 2019 byla výdřeva odstraněna. Na podzim 2021 byla kaple opravena. Souřadnice: 50°10′44″ s. š., 14°39′17″ v. d. Kaple č. 42, Vyšehradská

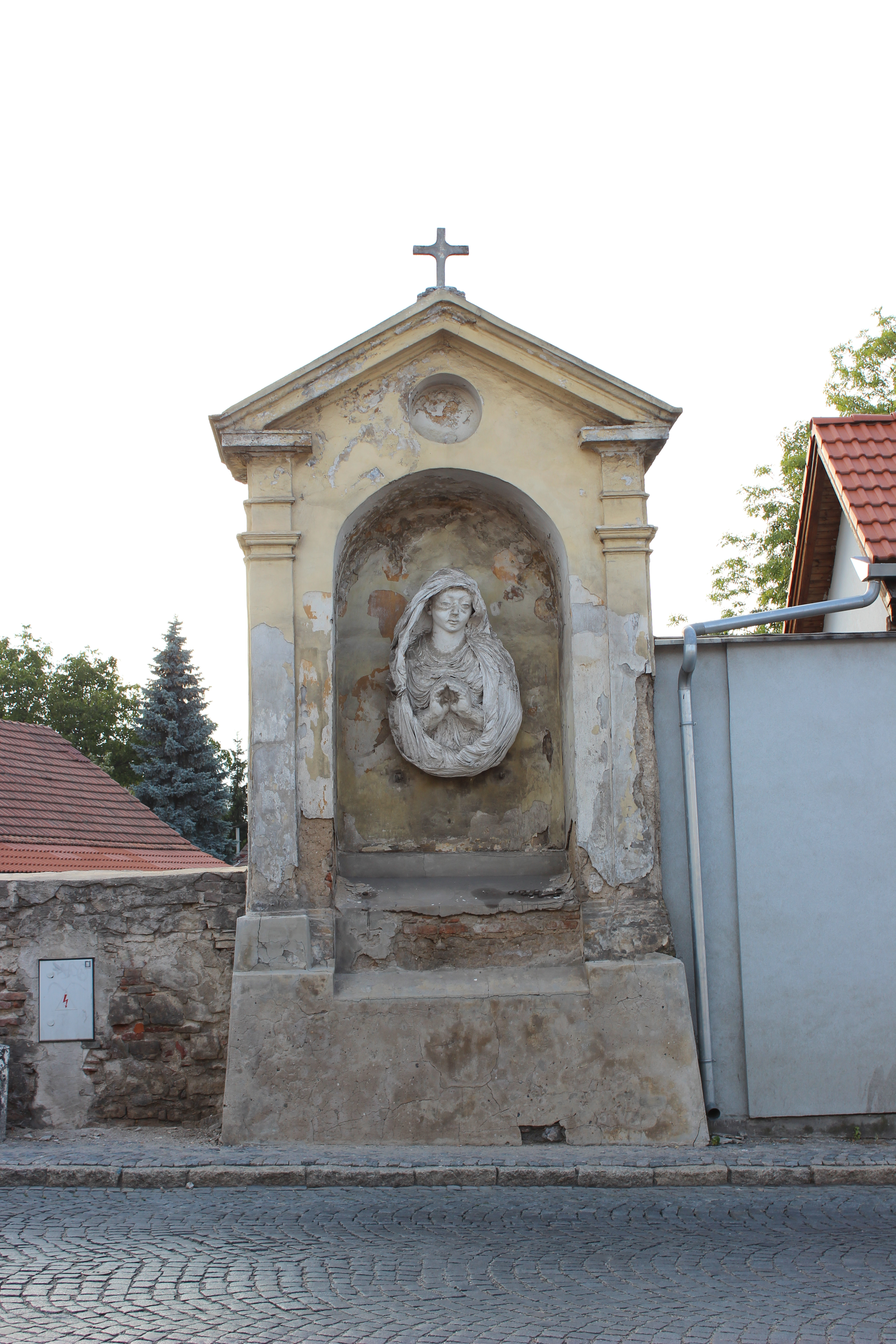
Kaple č. 42, Vyšehradská

42. Vyšehradská kaple (Vyšehrad, obraz Madony vyšehradské, Kostel svatého Petra a Pavla), donátor: hrabě František Augustin z Valdštejna, velitel tělesné císařské stráže. Kaple stojí v katastrálním území Brandýs nad Labem v ulici Pražská před železničním přejezdem, vlevo ve zdi. Na podzim 2021 byla zahájena její oprava. Po přibližně roce byla kaple opravena. Po obou vnitřních stranách výklenku byly odhaleny zbytky nápisů. Z výklenku byla odstraněna zavěšená plastika Panny Marie. Souřadnice: 50°10′56″ s. š., 14°39′25″ v. d.
43. Zbraslavská kaple (Zbraslav, obraz Madony zbraslavské, Zbraslavský klášter), donátor: Jan František Kryštof z Talmberka, biskup královéhradecký. Kaple stála v katastrálním území Brandýs nad Labem pravděpodobně na dnešním Masarykově náměstí. Je zakreslena na mapě II. Vojenského mapování. Zanikla neznámo kdy. Pravděpodobné souřadnice: 50°11′8″ s. š., 14°39′35″ v. d.
44. Staroboleslavská kaple (zidealizovaný rodokmen sv. Václava k císaři Leopoldu I.), donátor: Jiří Vojtěch Aster, boleslavský probošt. Kaple stála v katastrálním území Brandýs nad Labem u kamenného mostu a byla zasvěcena Palladiu. Zanikla neznámo kdy. Pravděpodobné souřadnice: 50°11′16″ s. š., 14°40′ v. d.

## Galerie

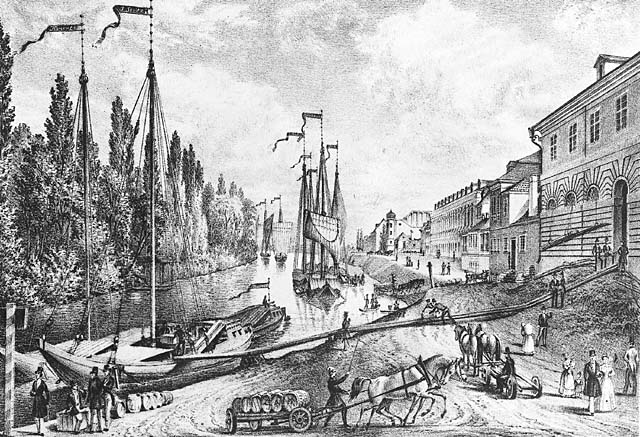
Karlínský přístav a Pobřežní ulice, rok 1850
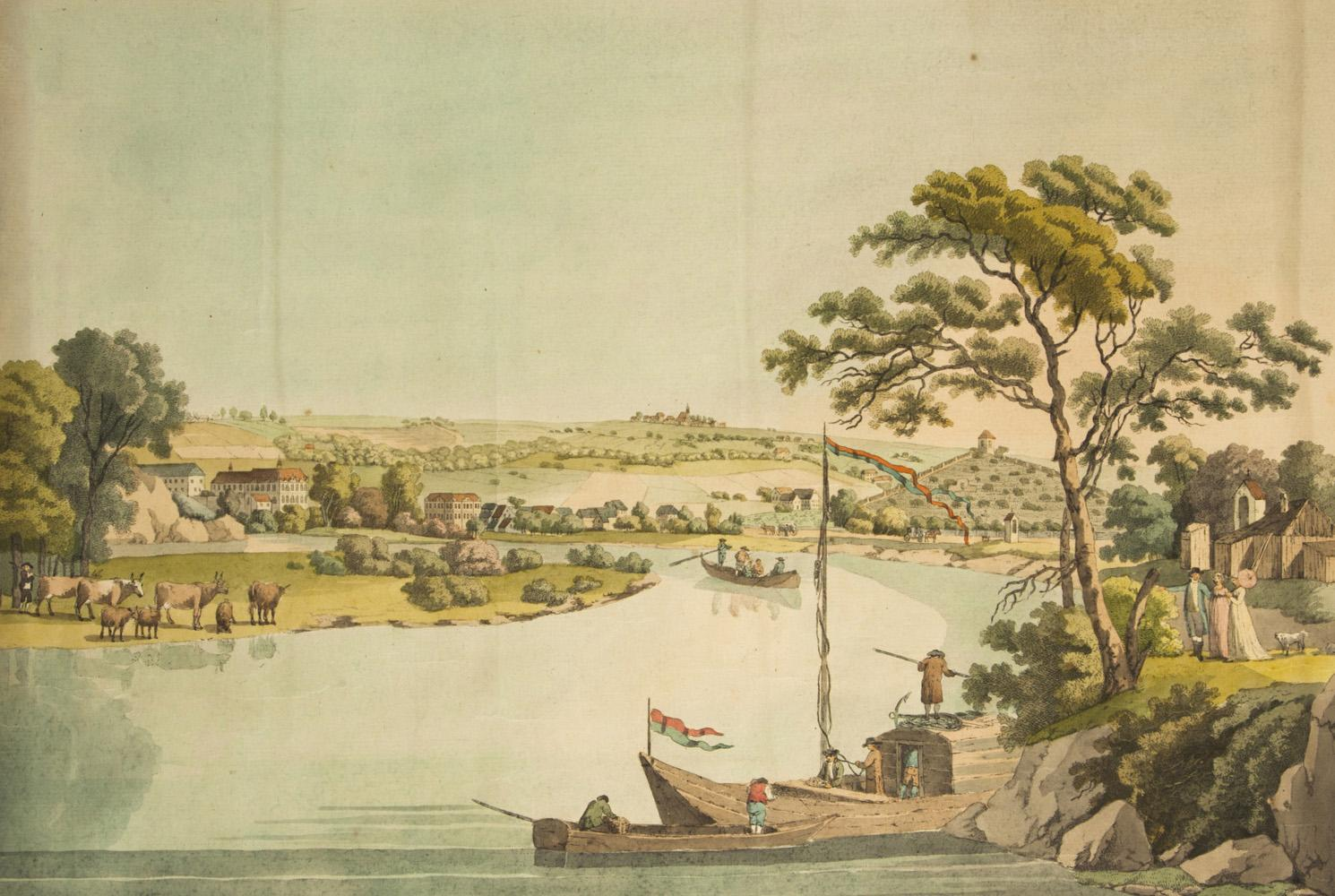
Pobřeží mezi Karlínem a Libní v roce 1803
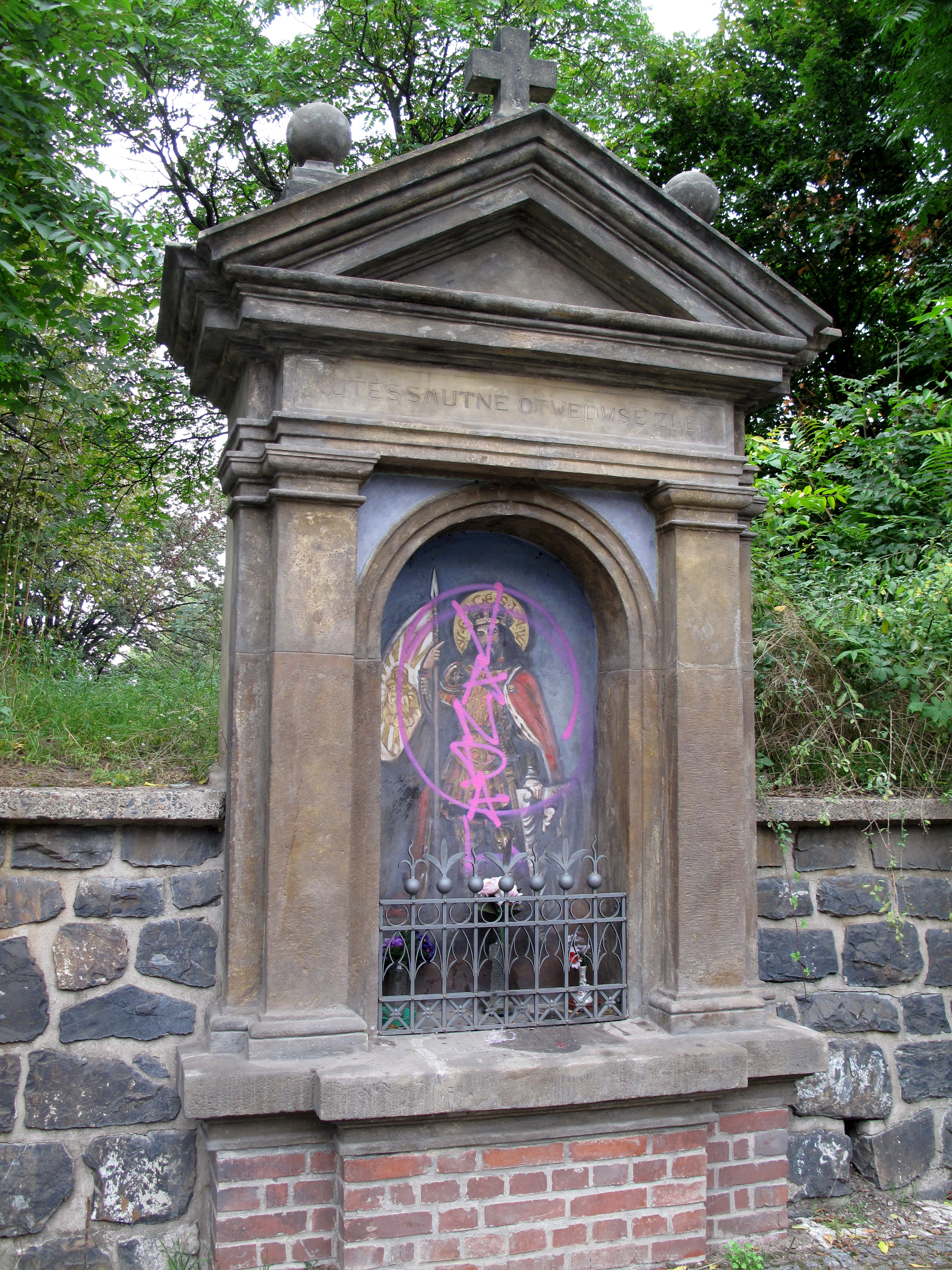
Dnešní kaplička před Kaizlovými sady